# Uibărești
Uibărești – wieś w Rumunii, w okręgu Hunedoara, w gminie Ribița. W 2011 roku liczyła 74 mieszkańców.